# Byssobornia adamsi
Byssobornia adamsi is een tweekleppigensoort uit de familie van de Lasaeidae. De wetenschappelijke naam van de soort is voor het eerst geldig gepubliceerd in 1924 door Yokoyama.